# Systropus ophioneus
Systropus ophioneus är en tvåvingeart som beskrevs av John Obadiah Westwood 1850. Systropus ophioneus ingår i släktet Systropus och familjen svävflugor. Inga underarter finns listade i Catalogue of Life.